# Morphologie (Biologie)
Die Morphologie (aus altgriechisch μορφή morphé, deutsch ‚Gestalt‘, ‚Form‘, und -logie (aus λόγος lógos, deutsch ‚Lehre‘)) als Teilbereich der Biologie und der Pathologie ist die Lehre von der Struktur und Form von Organismen und beschreibt die mit der Zeit sich wandelnde Gestalt. Morphologische Beschreibungen haben sich zunächst nur auf makroskopisch sichtbare Merkmale wie Organe oder Gewebe bezogen, zum Teil wurde die Morphologie auch unterteilt in Anatomie (als Lehre vom Bau der inneren Organe) und Eidonomie (zur Beschreibung der äußeren Gestalt). Mit der Verbesserung der Mikroskope und mit Anfärbungsmethoden konnten entsprechende Untersuchungen im 19. Jahrhundert bis auf die zelluläre und subzelluläre Ebene ausgedehnt werden (Ultrastrukturforschung). Im angloamerikanischen Sprachraum wird auch von molecular morphology gesprochen, also der Gestaltbeschreibung von Makromolekülen wie ribosomaler DNA. In deutschsprachigen Ländern ist der Morphologiebegriff üblicherweise für Strukturen oberhalb der molekularen Ebene reserviert.

## Historischer Rückblick
Als Begründer der (botanischen) Morphologie wurde der antike Theoretiker Theophrastos von Eresos bezeichnet. Der Begriff Morphologie wurde von Johann Wolfgang von Goethe, der ihn auch „Verwandlungslehre“ nannte und in seinem Tagebuch bereits am 25. September 1796 verwendete, dessen Überlegungen aus den Jahren 1796 bis 1807 dazu jedoch erst 1817 bis 1824 (in der von Goethe begründeten Zeitschrift Zur Morphologie) publiziert wurden, und 1800 vom deutschen Anatomen und Physiologen Karl Friedrich Burdach (in der Schrift Propädeutik zum Studium der gesamten Heilkunst) geprägt.
Morphologen früherer Zeiten verstanden die von ihnen aufgestellten Klassifikationssysteme noch nicht als Beschreibung eines abgestuften Hervorgehens aus einem gemeinsamen Vorläufer. Stattdessen war von einem „Idealtypus“ oder „Urbild“ die Rede, die bestimmten Organismengruppen zugeordnet werden können. 
In den Organismen sah man zum Teil auch die platonischen Ideen. Das bekannteste Beispiel für ein solches Bestreben ist Goethes Versuch, aus dem Aussehen aller bekannten Pflanzenformen auf eine idealtypische „Urpflanze“ zu schließen. Diese Denkrichtung gilt heute als erster Schritt zur modernen Evolutionsbiologie und wird historisch als „idealistische Morphologie“ eingeordnet.
Der Botaniker Julius Schuster schrieb 1926: „Die analytische Methode, die Bau der Blumen, Früchte, Samen, Keimung untersucht, um daraus eine philosophische Lösung im System (Morphologie) und eine mechanische Lösung in der Funktion (Physiologie) zu finden, war das Werk von Andrea Cesalpini, der dadurch für die Biologie die gleiche Tat vollbrachte wie Vesal für die Anatomie und damit für die Medizin, Galilei für die Physik. Wie es vorher keine Anatomie als Wissenschaft gab, so auch keine Morphologie […].“

## Disziplinen
Morphologische Untersuchungen können unterschiedliche Ziele haben; je nach Ziel sind im Laufe der Forschungsgeschichte verschiedene Disziplinen entstanden.
Man kann z. B. vergleichende, funktionelle und experimentelle Morphologie unterscheiden.
- Bei der vergleichenden Morphologie, wie sie etwa zuerst von Thomas Huxley und Karl Gegenbaur[10] angewendet wurde, versucht man, in der Formenvielfalt der Individuen bestimmte Grundmuster bzw. Merkmale einer Organismengruppe zu erkennen und gegebenenfalls eine Klassifikation der Organismen anhand von charakteristischen Merkmalen abzuleiten.
- Ziel der funktionellen Morphologie ist es, eine Struktur im Hinblick auf eine bestimmte Funktion zu untersuchen. Die Untersuchung konzentriert sich dabei auf einzelne Elemente eines Organismus, die für eine bestimmte Funktion relevant sind. Eine Struktur wird daher als Spezialisierung an eine bestimmte Funktion (d. h. die Angepasstheit eines Organismus an seine Lebensweise) verstanden. Die Gesamtheit bzw. das Zusammenspiel der Einzelfunktionen kann in eine sogenannte konstruktionsmorphologische Beschreibung einfließen.
- In der experimentellen Morphologie wird meist die Entwicklung eines Organismus untersucht. Dabei werden z. B. die Umgebungsbedingungen im Experiment verändert, um Entwicklungsgesetze im Sinne einer kausalen Morphologie zu ermitteln (Vergleich zwischen normalem und gestörtem Entwicklungsprozess, ursächliche Begründung der beobachteten Unterschiede).

Morphologische Untersuchungen können demzufolge Grundlage sehr verschiedener Forschungsrichtungen sein. Die rein beschreibende Erfassung von Gestalten und Gestaltänderungen in der Entwicklung mündet in der modernen Biologie häufig in eine bestimmte Klassifikation von Organismen. Somit bildet die Morphologie die Grundlage für die Systematik und die Evolutionstheorie (siehe auch Phylogenetik).
Bestimmte Aspekte der Morphologie hängen mit der geographischen Region zusammen, siehe Ökogeographische Regel.